# 環珠江口宜居灣區建設重點行動計劃
《環珠江口宜居灣區．建設重點行動計劃》是香港特別行政區、澳門特別行政區及廣東省三方政府於2009年完成的《大珠江三角洲城鎮群協調發展規劃研究》的其中一項跟進工作，亦是國務院於2008年年底公布的《珠江三角洲地區改革發展規劃綱要（2008－2020年）》，以及廣東省和香港特別行動區雙方於2010年4月簽署的《粵港合作框架協議》的其中一項區域合作規劃項目。 
計劃是在2011年1月14日經由三地政府同時宣佈，香港及澳門政府並且設立公眾諮詢期，惟跟傳統公眾諮詢有所不同，是次諮詢期只有一個月，直到2月10日為止。第二階段公眾參於2014年1月24日展開，於同年4月舉行公眾論壇。

## 計劃內容

### 廣東部份
广州、深圳、佛山、惠州、东莞、中山、珠海、江门和肇庆等9个城市。

### 香港部份
香港與澳門全境、廣州、深圳、東莞及中山的2,500萬人會被納入規劃之中。按照三地政府規劃圖所示，香港將會： 
1. 將郊野公園和濕地與內地連接；
2. 以香港海岸河套服務高增值產業及旅遊業；
3. 新建一條穿過屯門連接深圳西部的「準高鐵」；
4. 從海路連接內地貨運碼頭的「香港港」；
5. 打造「城市客廳」；
6. 建設「新概念房產規劃區及新市鎮」；
7. 建設「文化觀光村」；

### 澳門部份
“綠網”行動：
1. 建設灣區環狀跨界綠道，維護近海生態和海岸景觀。總長650公里，其中香港135公里，澳門35公里
2. 珠三角區域綠道1號線珠海段情侶路，經拱北口岸向南延伸與澳門半島綠環、新填海區濱海綠道相銜接、珠海綠道橫線香洲灣仔碼頭段，通過灣仔碼頭與粵通碼頭水上航線相銜接、珠海綠道橫線橫琴段，經橫琴口岸，與澳門氹仔蓮花單車徑相銜接
3. 通過升級改造或者新設綠道通關口岸的方式，完成拱北口岸及橫琴口岸跨界交界面的建設
4. 珠三角五市10個省立森林公園、香港25個郊野公園和澳門4個郊野公園共同形成完善的登山徑體系

“藍網”建設行動：
1. 建設連通粵港澳三地的區域快速公交幹網，繼續推動在建和已立項的軌道線路建設，優先啟動連通粵港澳三地的軌道線路建設
2. 將一卡通系統各類公共交通工具，與港澳地區交通智慧卡系統並網互認
3. 公交分擔率提高到50至55%

“低碳住區”建設行動：
1. 港澳三地共同組織開展“低碳社區規劃師”培訓課程，為低碳住區建設培育技術人才

“跨界基建合作創新”建設行動：
1. 共建粵港澳大氣環境監測預警系統

重點合作區建設行動：
- 橫琴新區

1. 蓮花口岸服務區預留與澳門綠道的介面
2. 建設與珠三角、香港、澳門相銜接的高速公路、城際軌道等交通通道，擴建橫琴口岸
3. 協調橫琴十字門商務區與澳門濱海新城區土地利用和景觀建設

- 珠澳跨境合作區

1. 完善園區交通與通關系統
2. 增建園區配套設施，提高服務水準
3. 加強水環境保護，改善濱水地區生態環境

## 批評

### 諮詢和宣傳
該計劃影響香港的整體面貌、產業、環境，對香港的未來發展和社會有著極深遠的影響；但計劃在2011年1月公佈，網上發表意見的平台卻限制在1月10日前開放。而公眾諮詢期則定在2月10日截止，為期亦只有短短的27日，當中還包括周末和農曆新年假期。1月31日，香港立法會議員何秀蘭以書面形式去信規劃署批評及要求延長諮詢期，同時間將附件發給各大傳媒機構。然而截至2011年2月5日，各大新聞媒體仍少有報導和評論該計劃，目前只有《香港蘋果日報》專欄小篇幅提及事件。政府和親中媒體刻意低調處理和進行，以減少反對聲音。
此外，方案的編制小組指出他們較早之前曾發放近千份問卷並已有充足諮詢，就此，與會者對當局指計劃的其中一個目標是要「加強公眾參與」表示懷疑。

### 公眾諮詢會被指假諮詢
由規劃署舉辦的「環珠江口宜居灣區建設重點行動計劃」（「灣區行動計劃」）公眾諮詢論壇在1月29日舉行。但與會者質疑發表的公眾諮詢稿其內容只是將各種美好的概念堆砌。
公眾諮詢會上2小時的指定時間全由有關的官員發言，台下的與會者只能在超時的時段對延長問答環節作出請求。發言者少有能夠批評，且被署長要求要精簡言辭，更多的是要求延長短促的諮詢期。故此，有與會者表示不滿，批評只有幾名香港學者出席諮詢會，代表性嚴重不足，缺乏公眾參與。

### 「一國兩制」及「港人治港」爭議
有人認為，依據香港政府的法定程序，新界東北新發展區尚在「本地諮詢」的階段。這個計劃卻與廣東政府合作，令人懷疑香港政府是否仍在執行「一國兩制」。同時此計劃的官方網站連繁體版也沒有，亦沒有操粵語者擔任顧問，代表此計劃沒有港人參與的成份。

### 規劃內容爭議
報告納入了許多香港本地工程，例如北環線、新界東北及屯門至深圳鐵路等大型基建，惟未諮詢香港市民，納入內地區域規劃令香港人喪失應有的公眾參與權利。

## 外部連結

### 官方網頁
- 環珠江口宜居灣區建設重點行動計劃
- 新聞公報：《環珠江口宜居灣區建設重點行動計劃》研究公眾諮詢活動展開 （页面存档备份，存于），2011年1月14日。
- 新聞公報：「環珠江口宜居灣區建設重點行動計劃」公眾諮詢論壇在港舉行 （页面存档备份，存于），2011年1月29日。

### 獨立媒體評論文章（揭發事件的文章）
- 香港獨立媒體網：規劃快車殺到埋身——簡評《環珠江口宜居灣區．建設重點行動計劃》[永久]
- 香港獨立媒體網：璀燦不過生活——記《環珠江口宜居灣區》偽諮詢會 （页面存档备份，存于）

### 媒體報導

#### 蘋果日報
- 蘋果日報：隔牆有耳：諮詢玩鬼祟　何秀蘭發炮 （页面存档备份，存于）
- 九年大計　鬼祟諮詢　樣樣早有定案建　環珠江口灣區香港被規劃 （页面存档备份，存于）
- 香港被規劃「純屬講大咗」高官解畫　澄清環珠計劃旨在交流 （页面存档备份，存于）

### 其他

#### 民主黨
- 民主黨意見書：國內及香港部份 （页面存档备份，存于）